# Mauritiuskirche (Schwaikheim)

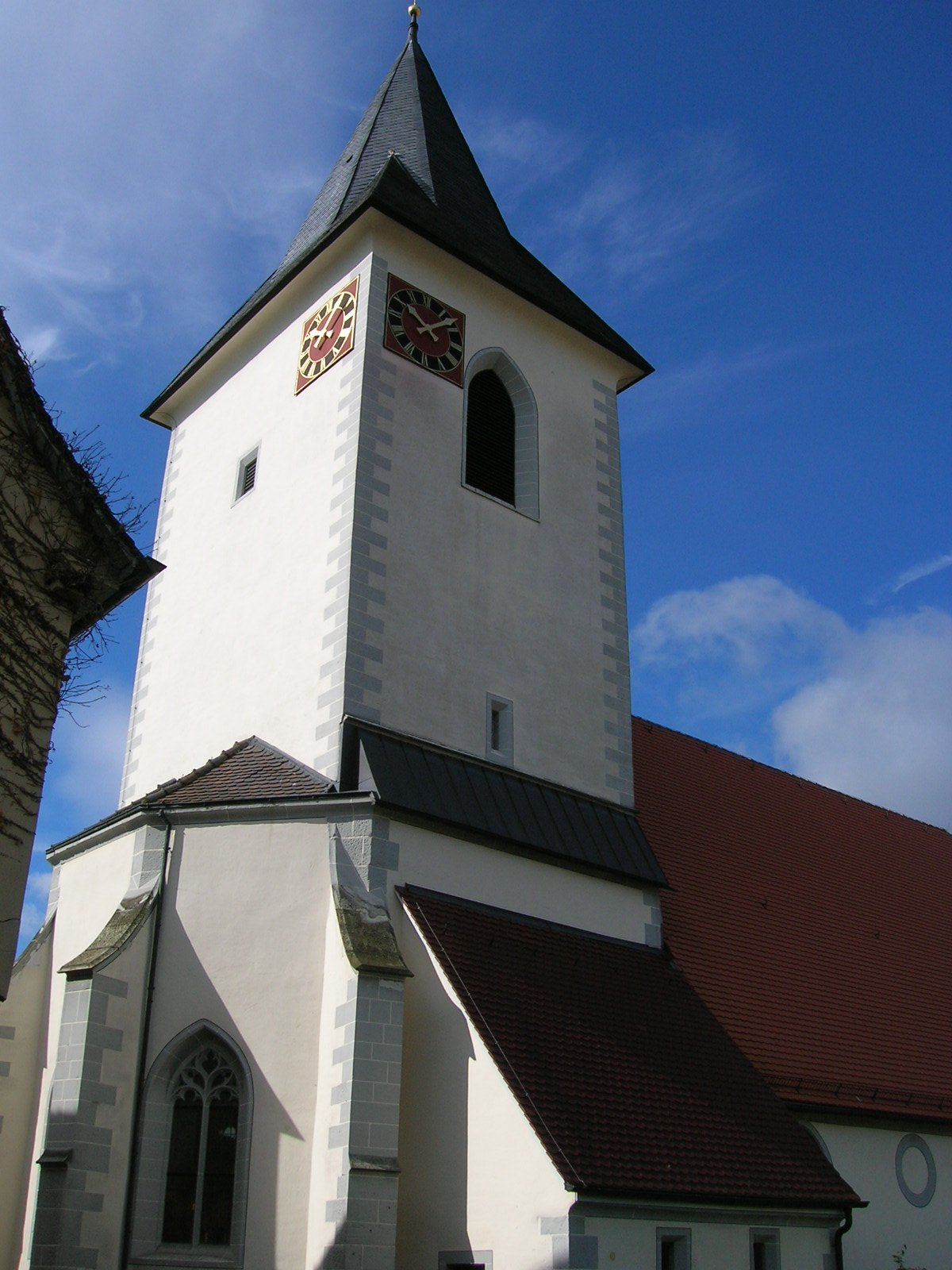
Mauritiuskirche in Schwaikheim

Die evangelische Mauritiuskirche ist die Pfarrkirche von Schwaikheim, einer Gemeinde im Rems-Murr-Kreis in Baden-Württemberg. Das Bauwerk ist beim Landesamt für Denkmalpflege Baden-Württemberg als Baudenkmal eingetragen. Die Kirchengemeinde gehört zum Kirchenbezirk Waiblingen der Evangelischen Landeskirche in Württemberg.

## Beschreibung
Die 1487 anstelle eines Vorgängerbaus erbaute Saalkirche besteht aus einem Langhaus und einem eingezogenen, dreiseitig geschlossenen Chor im Osten. In den von Strebepfeilern gestützten Chorwänden befinden sich spitzbogige Maßwerkfenster. Aus dem Dach des Chors erhebt sich der Chorturm, der 1842 bei einer Renovierung mit einem Geschoss für die Turmuhr und den Glockenstuhl mit drei Kirchenglocken aufgestockt und mit einem achtseitigen, schiefergedeckten Knickhelm bedeckt wurde.
Die Orgel von 1987 steht im Chor hinter dem Chorbogen.